# 빨간 구두 아가씨
"빨간 구두 아가씨"(The Girl With Red Shoes)는 대한민국에서 제작된 김보라 감독의 2003년 드라마 영화이다. 지우 등이 주연으로 출연하였다.

## 출연

### 주연
- 지우
- 권우식

## 기타
- 조명: 이상현
- 사운드: 한명환
- 작곡: 김태성